# Скандал (ТВ серија из 1997)
Скандал (шп. Escándalo) перуанска је теленовела, продукцијских кућа Iguana Producciones и Frecuencia Latina, снимана 1997.
У Србији је приказивана почетком 2000. године на локалним телевизијама.

## Синопсис
Сусана Солис је скромна и умиљата девојка која вредно ради у Пијури, свом родном граду. Бежећи од тетке, која је покушала да је проституише, стиже у Лиму уз помоћ фотографа који ради за важне дневне новине. Новине у то време организују конкурс лепоте. Сусана постаје модел, следи јој успешна каријера, добија награду Мис Пацифика Перуа, али се суочава са површношћу, зависти и предрасудама у свету моделинга.
Касније упознаје Алвара, старијег сина познатог бизнисмена Андреса Дупонта. Заљубљују се и предају несавладивој страсти без могућности да избегну скандал.

## Улоге
| Глумац:                  | Улога:                      |
| ------------------------ | --------------------------- |
| Лорена Меритано          | Сусана Солис Сусана Миранда |
| Кристијан Мајер          | Алваро Дупонт               |
| Фернандо де Сорија       | Андрес Дупонт               |
| Соња Оквендо             | Тереза Дупонт               |
| Салвадор дел Солар       | Едуардо Лало Дупонт         |
| Катја Кондос             | Мелиса Алберти де ла Роча   |
| Роберто Матеос           | Алфонса де ла Роча          |
| Хаиме Лертора            | Рејналдо Вијалон            |
| Лурдес Бернинзон         | Кармен Бовман               |
| Елвис де ла Пуенте       | Монтон Веларде              |
| Лесли Стјуарт            | Ана Роса Веларде            |
| Давид Елкин              | Густаво Масинав             |
| Карла Барзоти            | Јоси де ла Хара             |
| Ђанела Нејра             | Наталија Матсани            |
| Норма Мартинез           | Малена Наваро               |
| Данијела Сарфати         | Мими Дупонт                 |
| Хорхе Гарсија Бустаманте | Рубен Браун                 |
| Серхио Галијани          | Ектор Масинав               |
| Артуро Помар             | Тирифило                    |
| Ернан Ромеро             | Родолфо Магин               |
| Исабел Дувал             | Амелија Солис Ромеро        |
| Татјана Астенго          | Глорија                     |
| Сесар Ритер              | Антонио                     |
| Уго Салазар              | Артуро Фрисанчо             |
| Хавијер Делгудисе        | Лукас Олсон                 |
| Лурдес Миндреа           | Мирта                       |
| Франсиско Варела         | Умберто Паез                |
| Кати Серано              | Џени                        |
| Андреа Монтенегро        | Нађа Феречо                 |
| Урсула Верастеги         | Марибел Саковертис          |
| Талија Ибањез            | Кларита де Сааведра         |
| Белинда Фигероа          | Нурија Гојкохеа             |
| Тања Гузински            | Тања Реј                    |
| Моника Саенз             | Џанина                      |
| Ајлинг Коћи              | Ајлин                       |
| Карла Рада               | Ракел                       |
| Софија Роћа              | Лариса                      |
| Ана Марија Јордан        | Мара                        |
| Хесус Делевеакс          | Карлос Берналес             |